# Vive-Saint-Éloi
Pour les articles homonymes, voir Saint-Éloi.
Vive-Saint-Éloi (en néerlandais : Sint-Eloois-Vijve) est une section de la ville belge de Waregem, en province de Flandre-Occidentale. C'était une commune à part entière avant la fusion des communes de 1977.
En français, le nom du village est parfois également traduit par Vyve-Saint-Éloi.

## Géographie
Vive-Saint-Éloi est limitrophe des communes suivantes : Vive-Saint-Bavon, Zulte, Waregem (section de commune), Desselgem et Ooigem.
Le village se trouve le long de la Lys.
Le centre de Vive-Saint-Éloi constitue presque un tout avec le noyau urbain du chef-lieu, Waregem, à la suite de la construction de nouveaux quartiers d'habitation et de zones industrielles.

## Démographie

### Évolution démographique
- Sources : INS, Rem. : 1831 jusqu'en 1970 = recensements, 1976 = nombre d'habitants au 31 décembre[2].

## Histoire
À l'époque romaine, la localité se trouvait au carrefour des voies romaines Cassel-Tongres et Bavay-Oudenburg.
Au Moyen Âge aussi, le village se trouvait le long d'une route importante, à mi chemin entre Gand et Lille. Après la construction de la route nationale entre Gand et Courtrai, il est aussi devenu un important relais de poste.
Le pont sur la Lys a ensuite favorisé la croissance du village. Grâce à lui, un village jumeau, Vive-Saint-Bavon, s'est développé sur l'autre rive de la Lys.
La paroisse et l'église sont dédiées à saint Jean Baptiste.

## Bourgmestres
Liste des bourgmestres de Vive-Saint-Éloi jusqu'à la fusion des communes de 1977 :
- 1795-1830 : Jean-Baptiste Lefevere
- 1831-1836 : Francis Verbeke
- 1836-1854 : Petrus Verougstraete
- 1855-1861 : Ernest De Kerkhove
- 1862-1888 : Charles Louis Degraeve
- 1888-1890 : Evariste Biebuyck (ad interim)
- 1891-1895 : Joseph Henri Damman
- 1896-1932 : Paul Boulez
- 1933-1946 : Gustave Mahieu junior
- 1947-1958 : Godfried Lambrecht
- 1959-1976 : Julien André Dejaeghere

## Né à Vive-Saint-Éloi
- Emile Claus (1849-1924), peintre luministe ;
- Aloïs Biebuyck (1860-1944), lieutenant-général ;
- Jules Boulez (1889-1960), peintre expressionniste et fils du bourgmestre Paul Boulez.

## Galerie

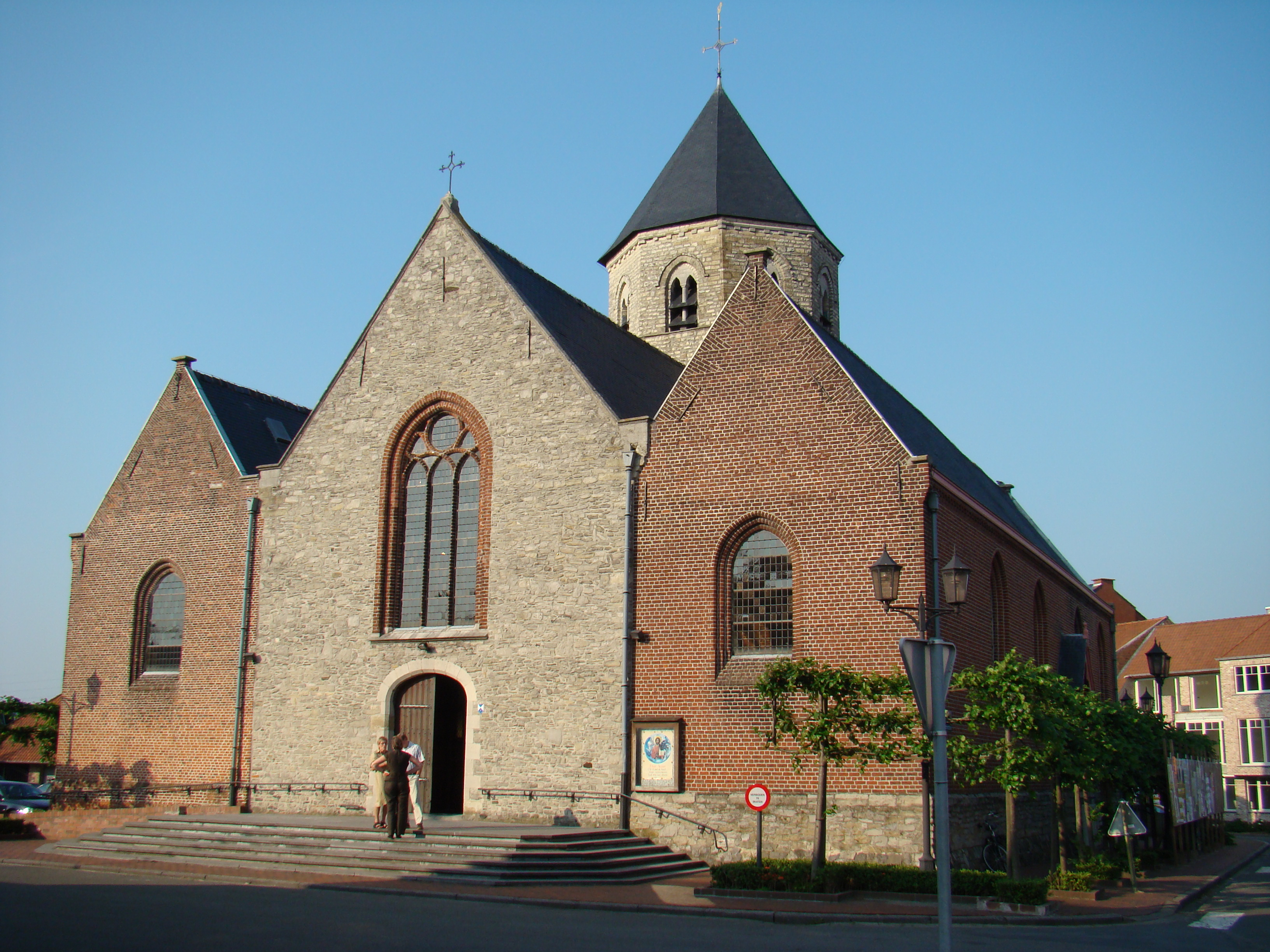
L'église Saint-Éloi (Sint-Eligius kerk).
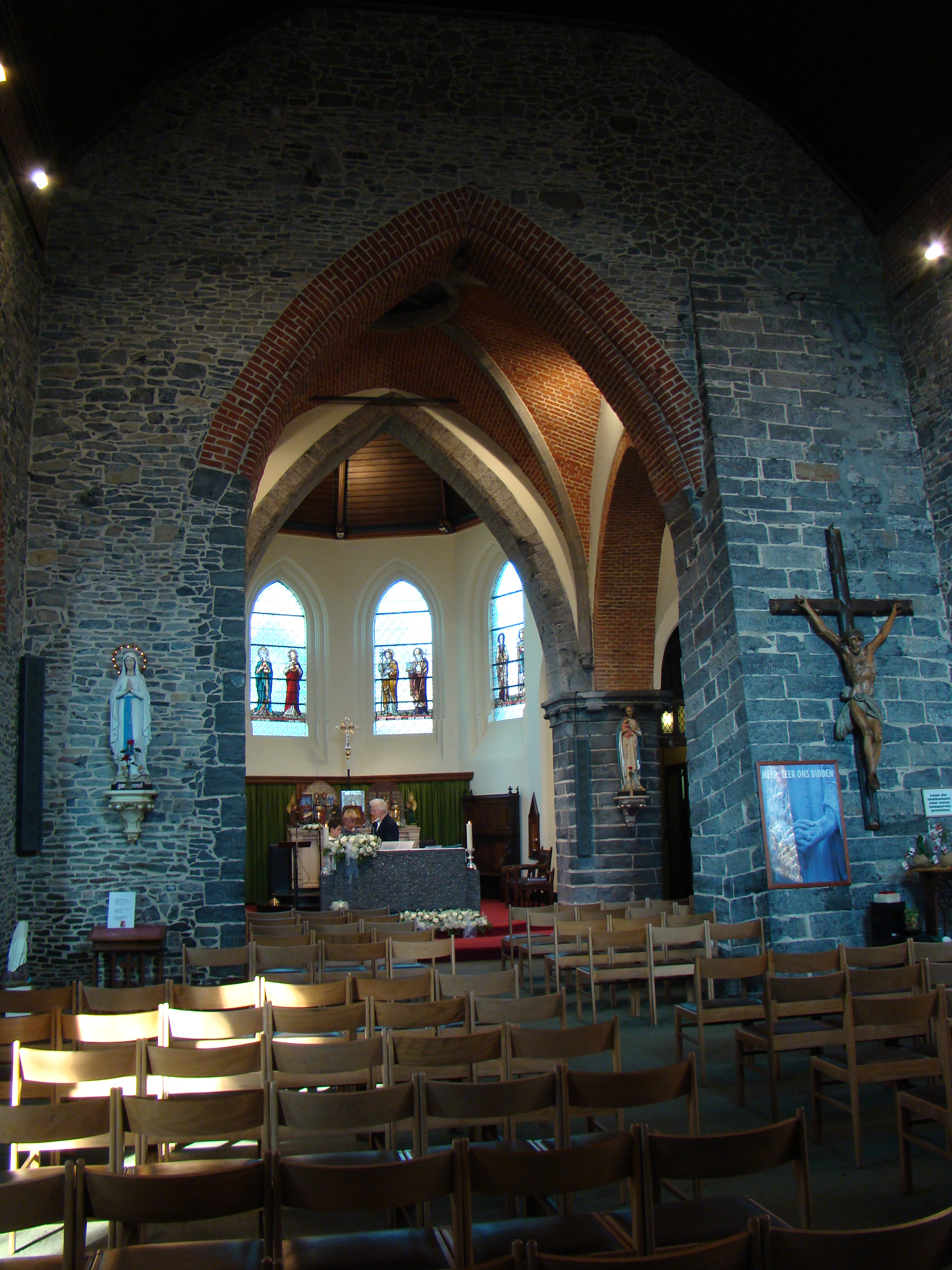
Intérieur de l'église.
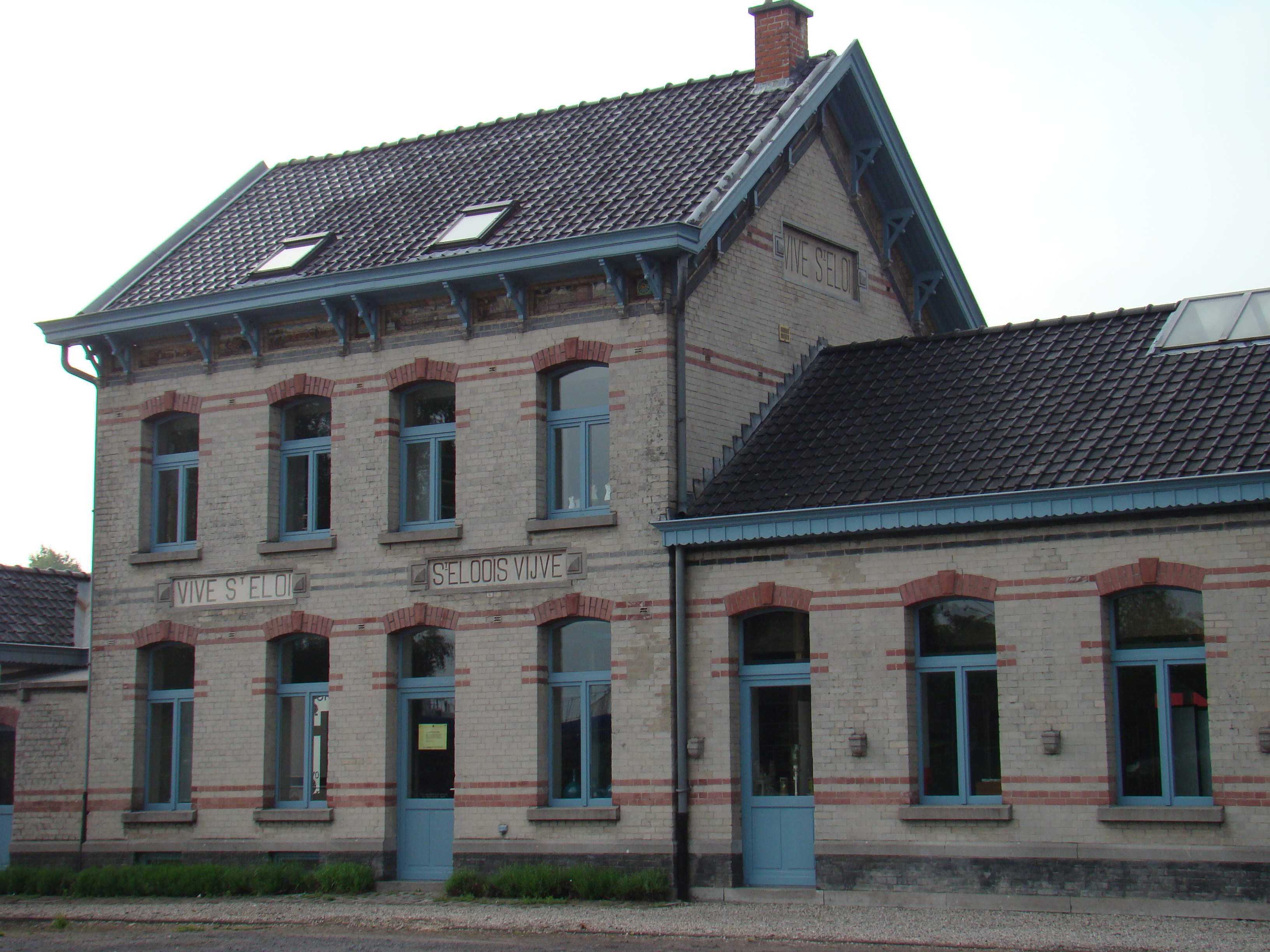
L'ancienne gare.